# Fraszka

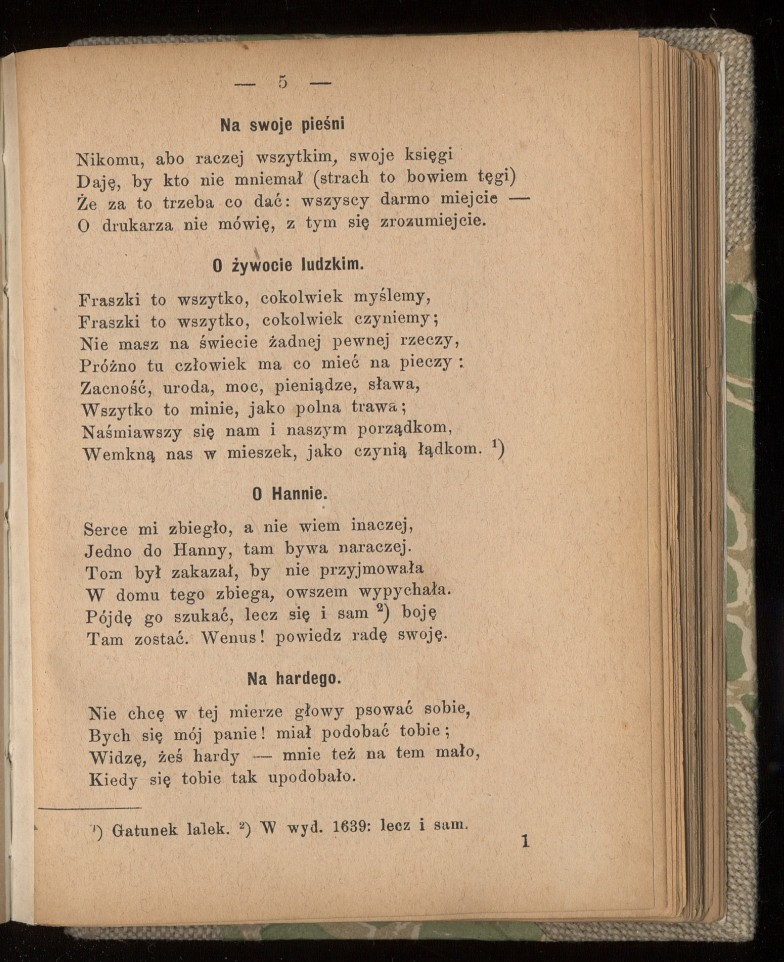
Fraszki

Fraszka (wł. frasca – gałązka, drobiazg, bagatela, błahostka) – krótki utwór liryczny, zazwyczaj rymowany lub wierszowany, o różnorodnej tematyce, często humorystycznej lub ironicznej (satyrycznej). Często kończy się wyraźną puentą.

## Historia
Fraszka wywodzi się ze starożytności, swoimi korzeniami sięga do epigramatu, którego twórcą był Symonides z Keos. Były to krótkie napisy na kamieniach nagrobnych (epitafium) i przedmiotach codziennego użytku.
Fraszkę do literatury polskiej wprowadził Jan Kochanowski. Oprócz tematyki żartobliwej, np. fraszka O doktorze Hiszpanie, pisywał także fraszki refleksyjne (O żywocie ludzkim), pochwalne, biesiadne, miłosne (Do Kasi). Bardzo znane są: Na dom w Czarnolesie, Na lipę, Raki. Do dziś zachowało się ok. 485 fraszek Jana Kochanowskiego. Poeta ten był również autorem polskiej nazwy tego rodzaju wiersza. Fraszki Kochanowskiego zostały wydane po raz pierwszy w 1584.
Autorami fraszek byli głównie znani polscy poeci, bajkopisarze, satyrycy i aforyści. Do tych, którzy najtrwalej wpisali się w historię polskiej literatury, należą: Mikołaj Sęp Szarzyński, Jan Andrzej Morsztyn, Wacław Potocki, Wespazjan Kochowski, Adam Stanisław Naruszewicz, Ignacy Krasicki, Franciszek Zabłocki, Julian Ursyn Niemcewicz, Kazimierz Brodziński, Aleksander Fredro, Stanisław Jachowicz, Adam Asnyk, Wiktor Gomulicki, Józef Jankowski, Jan Lemański, Benedykt Hertz, Adolf Nowaczyński, Leopold Staff, Tadeusz Kotarbiński, Maria Pawlikowska-Jasnorzewska, Julian Tuwim, Magdalena Samozwaniec, Horacy Safrin, Artur Maria Swinarski, Jan Brzechwa, Marian Hemar, Jan Sztaudynger, Witold Zechenter, Konstanty Ildefons Gałczyński, Karol Szpalski, Światopełk Karpiński, Stanisław Jerzy Lec, Jeremi Przybora, Jan Twardowski, Jan Czarny, Wiesław Brudziński, Ludwik Jerzy Kern, Antoni Marianowicz, Andrzej Waligórski, Joanna Kulmowa, Józef Bułatowicz, Ryszard Marek Groński, Jonasz Kofta,Leszek Wierzchowski, Marcin Wolski.            

## Podział fraszek
- autobiograficzne
- autotematyczne
- biesiadne
- erotyczne
- filozoficzno-refleksyjne
- historyczne
- humanistyczne
- liryczne
- matematyczne
- miłosne
- obyczajowe
- patriotyczne
- polityczne
- religijne
- satyryczne